# Dalea polycephala
Dalea polycephala là một loài thực vật có hoa trong họ Đậu. Loài này được Benth. ex Hemsl. miêu tả khoa học đầu tiên năm 1879.